# Call Me Mister
Call Me Mister is een Amerikaanse muziekfilm uit 1951 onder regie van Lloyd Bacon. Destijds werd de film in Nederland uitgebracht onder de titel Legershow in Tokio.

## Verhaal
De voormalige artiest Shep Dooley dient als sergeant in het Amerikaanse leger. Hij wacht in Tokio, totdat hij kan afzwaaien. Hij ontmoet er zijn ex-vriendin Kay Hudson, die komt optreden voor de troepen. Hij heeft nog altijd gevoelens voor Kay en hij wil haar versieren. Er zijn echter kapers op de kust.

## Rolverdeling
| Acteur         | Personage                |
| -------------- | ------------------------ |
| Betty Grable   | Kay Hudson               |
| Dan Dailey     | Sergeant Shep Dooley     |
| Danny Thomas   | Stanley Poppopolis       |
| Dale Robertson | Kapitein Johnny Comstock |
| Benay Venuta   | Billie Barton            |
| Richard Boone  | Sergeant-gerant          |
| Jeffrey Hunter | Kind                     |
| Frank Fontaine | Sergeant                 |
| Bob Roberts    | Danser                   |
| Lou Spencer    | Danser                   |
| Art Stanley    | Danser                   |